# وجهات الخطوط الجوية الماليزية
تضم المقالة وجهات الخطوط الجوية الماليزية في ماليزيا وعدد من الدول الأخرى.

## ماليزيا
ماليزيا
- الور_ستار
- بینتولو
- جوهر بهرو
- كوتا بارو
- كوتا كينابالو
- كوالالمبور
- كوالا ترغكانو
- كوانتان
- كوتشينغ
- لابوان
- لانكاوي
- ميري
- سانداكان
- بينانق
- سيبو
- تاواو

## أمريكا الشمالية
الولايات المتحدة
- مطار لوس أنجلوس الدولي

## أوروبا
فرنسا
- مطار باريس شارل ديغول الدولي

 ألمانيا
- مطار فرانكفورت

 هولندا
- مطار سخيبول أمستردام

 تركيا
- مطار أتاتورك الدولي

 المملكة المتحدة
- مطار لندن هيثرو

## أوقيانوسيا
أستراليا
- أديليد
- مطار ملبورن الدولي
- بريزبان
- بيرث
- مطار سيدني

 نيوزيلندا
- مطار أوكلاند الدولي

## اسيا
الصين
- مطار بكين العاصمة الدولي
- مطار قوانغتشو باييون الدولي
- مطار شانغهاي بودنغ الدولي
- شیامن
- مطار هونغ كونغ الدولي
- كونمينغ

 اليابان
- مطار كانساي الدولي
- مطار ناريتا الدولي

 كوريا الجنوبية
- مطار إنشيون الدولي

 تايوان
- مطار تايوان الدولي

 بنغلاديش
- مطار دكا الدولي

 الهند
- مطار تشيناي الدولي
- مطار انديرا غاندي الدولي
- مطار تشاتراباتي شيفاجي الدولي
- مطار هيدراباد الدولي
- مطار بنغالور الدولي

 جزر المالديف
- مطار ماليه الدولي

 سريلانكا
- مطار كولومبو الدولي

 بروناي
- مطار بروناي الدولي

 ميانمار
- مطار يانجون الدولي

 كمبوديا
- مطار بنوم بنه الدولي
- مطار سيم ريب الدولي

 إندونيسيا
- مطار دنباسار الدولي
- مطار سوكارنو هاتا الدولي
- مطار بولونيا الدولي

 الفلبين
- مطار مانيلا الدولي

 سنغافورة
- مطار شانغي سنغافورة

 تايلاند
- مطار سوفارنابومي الدولي
- مطار بوكيت الدولي

 فيتنام
- مطار تان سون نهات الدولي
- مطار نوي باي الدولي

 السعودية
- مطار الملك عبد العزيز الدولي